# Alebion carchariae
Alebion carchariae är en kräftdjursart som beskrevs av Henrik Nikolai Krøyer 1863. Alebion carchariae ingår i släktet Alebion och familjen Euryphoridae. Inga underarter finns listade i Catalogue of Life.